# F-19 Stealth Fighter
F-19 Stealth Fighter (рус. F-19 Самолёт-невидимка) — компьютерная игра в жанре авиасимулятор, выпущенная компанией MicroProse в 1988 (версия для DOS) и 1990 (Amiga и Atari ST) годах. В ноябре 1992 года в Японии игра была портирована на NEC PC-9801.
Игра представляет собой авиасимулятор в реальном времени от первого лица. Игрок выступает в роли пилота американского сверхсекретного многоцелевого штурмовика-невидимки F-19, сделанного по стелс-технологии. Задачи пилота — выполнение операций на территории противника: фотографирование и уничтожение объектов, перехват и сбивание самолётов, доставка грузов, потопление кораблей и т. д.
F-19 Stealth Fighter считается продолжением выпущенной ранее в 1987 году 8-разрядной игры Project Stealth Fighter на платформах Commodore 64 и ZX Spectrum. Изначально инициированное портирование на PC привело к полной переработке игры и выпуску F-19 Stealth Fighter. В 1991 году вышел ремейк F-117A Nighthawk Stealth Fighter 2.0.
F-19 Stealth Fighter является одним из первых авиасимуляторов, в котором упор делался на достоверность: в игре присутствуют реально существующие самолёты ВВС США и СССР, вооружение и техника (на конец 1980-х), проработана физика полёта, поведение ИИ адекватное практически во всех ситуациях. Вместе с тем, игра обладает трёхмерной графикой своего времени и простейшим звуковым сопровождением.
Во второй половине 1980-х авиасимуляторы были очень популярны. Среди них игра отличалась глубиной и разнообразием игрового процесса, а также уровнем реализма и качеством документации. За счет этих свойств игра установила на длительное время планку для реалистичных авиасимуляторов.
В СССР и странах СНГ кроме оригинальной версии был распространен пиратский перевод, сделанный в 1990 году Boriss Software.
В апреле 2015 года игра была выпущена в Steam, где в поставку включается последняя версия игры под эмуляцией DOSBox и буклетом к игре в виде файла.

## История

### Самолёт-невидимка
В конце 1980-х была распространена теория, что ВВС США и Lockheed Martin секретно разрабатывали невидимый для радаров самолёт (который исходя из логики теории именовался как F-19). На основании этой информации и общения с военными пилотами MicroProse сначала разработала игру Project Stealth Fighter на платформе Commodore 64, и в дальнейшем на основании этой концепции появился F-19 Stealth Fighter.
MicroProse выпустила игру в тот же день (10 ноября 1988), когда Пентагон признал существование самолёта-невидимки F-117A Nighthawk. До этого момента было много слухов на тему F-19, но игра представляла собой эрудированную и тщательно подготовленную догадку о том, каким должен быть самолёт-невидимка.

### Разработка игры
После успешного выхода на рынок Project Stealth Fighter было принято решение о продолжении работ над новым проектом, но уже на PC. В это время стало очевидным изменение рынка с платформы Commodore 64 в сторону IBM PC, и для его захвата требовалось сделать что-то более прорывное, нежели просто хорошую игру. Вместе с тем, переход осуществлялся на новое аппаратное обеспечение (от 8 бит, 1 МГц и 64 KiB ОЗУ к 16 бит, 4,77-25 МГц и 384 KiB ОЗУ), что требовало совершенно нового программного подхода. Для решения этой задачи руководство MicroProse решило отказаться от простого портирования и потратить значительное количество времени и ресурсов для разработки хитовой игры. Для достижения этой цели в проект был приглашен гейм-дизайнер Сид Мейер, под руководством которого шла разработка. Также в команду попал Энди Холлис (мастер трехмерной графики) и Арнольд Хендрик (гейм-дизайнер и технический писатель). Команда была готова к работе и им был выделен год на разработку. В скором времени присоединились другие люди: Джим Синоски (англ. Jim Synoski), Дэвид Мак-Киббин (англ. David McKibbin) и др. Через несколько месяцев к проекту были подключены все ключевые люди компании и руководство начало по этому поводу беспокоиться (из-за задействования ведущих кадров на одном проекте), но ситуация была такова, что менеджменту оставалось только верить своим людям и предоставить им все возможности для работы. После года разработки стало ясно, что игра изменилась от оригинала до неузнаваемости, и в связи с этим было решено переименовать её в F-19 Stealth Fighter.
По словам одного из разработчиков Project Stealth Fighter Арнольда Хендрика, в новый проект были перенесены только концепты сценариев игры, собранные данные о реальном вооружении и некоторые алгоритмы аэродинамики. Работа над F-19 Stealth Fighter шла более года, и за это время в игре фактически изменили абсолютно все, оставив нетронутой лишь главную концепцию. Переделывались интерфейс, графика, управление, искусственный интеллект, звук, карты, физическая модель.
Во время разработки F-19 Stealth Fighter авиасимуляторы были популярны и многие компании их выпускали. Но в то время большинство игр использовало растровое изображение и его масштабирование. В отличие от данных игр для F-19 Stealth Fighter было принято решение использовать векторную графику, что требовало от компьютера большего количества ресурсов. Разработчики решили эту проблему, и при этом игру можно было адаптировать графически к разным уровням детализации (в том числе прямо во время игры) в зависимости от возможностей компьютера игрока(подробнее см. в выпуске Computer Gaming World № 65).
Несмотря на то, что запланированный для F-19 Stealth Fighter релиз на 30 сентября 1988 года был отложен на два месяца, игра стала очень популярной и все её сто тысяч копий были распроданы за 60 дней, а игра на тот момент стала самым большим хитом за всю историю MicroProse.

### Команда
Над игрой работали:
- Сид Мейер. Руководитель проекта, гейм-дизайнер и программист. Один из основателей компании, обладающий большим опытом проектирования и программирования игр. В F-19 Stealth Fighter относительно кодирования он решал задачи алгоритмизации, создания структур данных и представления реальных объектов. Одновременное сочетание программиста и геймдизайнера позволяло быстро реализовывать и проверять идеи, которые часто начинались как «А было бы неплохо если…» и на следующий день Сид приносил работающую программу, реализующую задуманное.
- Энди Холлис. Разработчик 3D-графики и программист ассемблерного уровня. Ветеран компании, писал аналогичный код для игры Gunship[англ.]. Основной его задачей являлась оптимизация кода нижнего уровня для ускорения его работы и уменьшения требований к памяти.
- Джим Синоски. Создатель оригинального Project Stealth Fighter, подключился в помощь к данному проекту. Выполнил совместно с Максом Ремингтоном основную работу в игре «до-полёта» и «после-полёта» (подробный инструктаж и разбор полёта завершенной миссии).
- Брюс Шелли. Геймдизайнер, выполнивший разработку всех четырёх театров военных действий. При этом нужно было решать задачу сжатия данных для множества объектов этих уровней[23].
- Макс Ремингтон (англ. Max Remington). Художник, 3D-моделирование.
- Дэвид Мак-Киббин. Программист. Одной из ключевых задач было сжатие данных игры и их распаковка «на лету». Благодаря его работе F-19 Stealth Fighter занимал не 5 Мбайт, а 360 Кбайт, и вмещался на дискету своего времени.
- Арнольд Хендрик. Создатель документации к игре и ответственный по ней.
- Муррей Тэйлор (англ. Murray Taylor). 3D-художник. Разработал основной вид документации и выполнил все иллюстрации.
- Барбара Бентс (англ. Barbara Bents). Ответственная за интерфейс пользователя и его представление, которые переделывались постоянно. Также выполняла все чертежные работы.
- Кен Лагас (англ. Ken Lagace). Композитор. Его задачей было не только создание звуков, но и их синхронизация с событиями в игре и реалистичность.
- Ал Роиреу (англ. Al Roireau), Крис Тармино (англ. Chris Taormino), Расс Куни (англ. Russ Cooney). Команда контроля качества.

### После выпуска игры
Первой игрой компании MicroProse был авиасимулятор, созданный Сидом Мейером. В дальнейшем компания выпустила ряд игр в данном жанре, но после завершения работы над F-19 Stealth Fighter Сид Мейер перешёл в разработке от симуляторов к стратегиям, и описывая в интервью причины своего перехода сообщил следующее:
Я закончил работу над F-19 Stealth Fighter, который вобрал в себя все идеи авиасимулятора, которые у меня были на тот момент. Все, что могло бы быть сделано позже — это улучшение графики и звукового сопровождения, расширение набора сценариев и прочее, но я не чувствовал, что имеется достаточное количество идей именно относительно симулятора полётов. Все лучшее касательно авиасимулятора, я вложил в эту игру.
Оригинальный текст (англ.)I had just finished F-19 Stealth Fighter, which included all of the ideas I had up to that point about flight simulation. Anything I did after that would be better graphics or more sounds or more scenarios or whatever, but I didn't feel I had a lot of new ideas at that point about flight simulation. Everything I thought was cool about a flight simulator had gone into that game.
Позднее Сид Мейер отмечал, что в то время авиасимуляторам сложно было предложить что-то новое в игровом процессе для одиночной игры, и если бы пришлось дальше работать в данном жанре, то скорее всего игры начали бы смещаться в сторону усложнения и многопользовательской игры.
После выпуска игры было несколько обновлений (3 обновления версий с 435.02 по 435.04), которые незначительно изменяли игру (добавление звука предупреждения малой высоты, предоставление возможности взлёта с авианосца без требований к званиям и т. п.), исправлено несколько ошибок (получение званий к формуле по документации, неправильный тип мобильных ПВО, внутренние программые ошибки), а также добавлена поддержка звуквых карт AdLib и Tandy. Технически версию игры можно увидеть в самом первом меню при выборе джойстика.

## Сеттинг
Игроку предстоит выполнять задания на одном из четырёх театров военных действий: Ливия, Персидский залив, Нордкап (Кольский полуостров) или Центральная Европа. Сеттинг примерно соответствует международной ситуации 1988 года: в качестве оппонентов игрока (НАТО) выступают Ливия, Иран, СССР или Организация Варшавского договора.
Игра может развиваться в контексте полномасштабной, ограниченной или холодной войны. Чем более мирная обстановка, тем более важным является скрытное выполнение боевых задач (обнаружение противником крайне не желательно) и тем менее агрессивна и активна ПВО врага. Вместе с тем, чем более конфликтная ситуация, тем более жесткие меры позволительны и применимы, и тем больше враг готов к ответным действиям.
В поставку с официальной версией включались буклет (~200 страниц), включающий в себя:
- описание самолёта F-19 и его характеристик;
- информацию о самолётах США и СССР, стоявших на вооружении ВВС этих стран во второй половине 1980-х;
- подробное описание театров боевых действий, их карт и особенностей регионов;
- руководство по технике полёта (взлёт, посадка, маневрирование, прокладывание маршрута и т. д.);
- информацию о стелс-технологии с особенностями обнаружения F-19 в зависимости от типа радара;
- описание интерфейса (приборная панель, кнопки управления, сигнальные оповещения пилота и т. д.)
- возможно используемые тактики (воздушного боя, бомбардировки, ухода от ракет и т. д.);
- подробное описание вооружений (ракеты всевозможных типов и различного типа наведения, ЗРК, радары, пушки и т. д.).

В документации также присутствует художественное описание одной из миссий F-19, позволяющее глубже погрузиться в сеттинг игры. Художественная атмосфера была продолжена в книге по игре.
При запуске игры предлагалось выбрать тип самолёта по его изображению (в версии для Steam этот шаг пропущен). Игрок должен был просмотреть буклет и правильно определить тип самолёта. В случае ошибки игрок допускался только до тренировочных полётов. Это было сделано для защиты программы от копирования.

## Тактико-технические характеристики F-19
Технические характеристики
- Экипаж: 1 человек

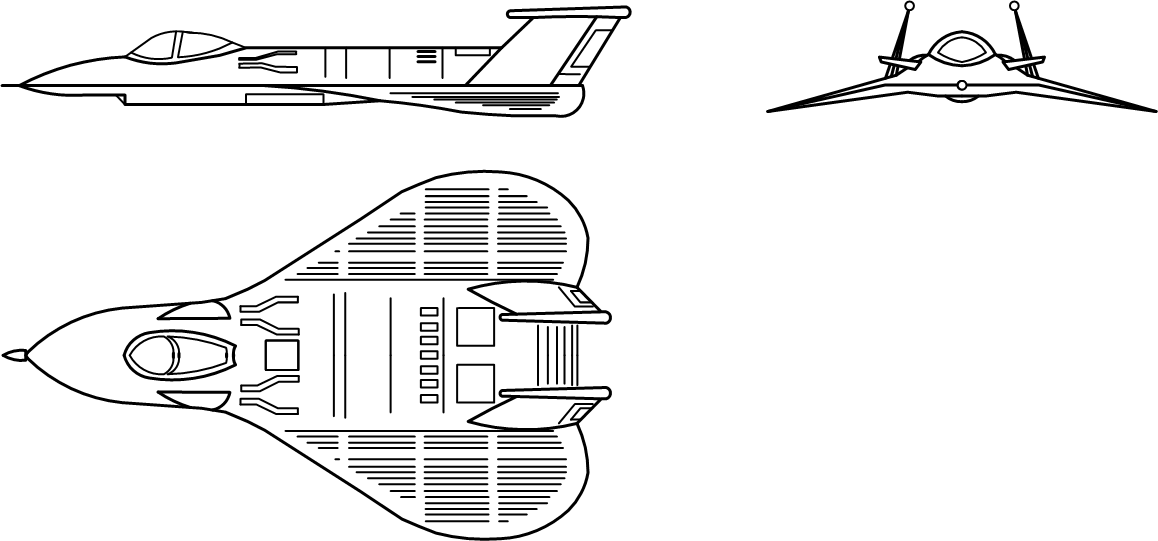
F-19 в трёх проекциях

- Длина: 17,98 м (59 футов[к. 3])
- Размах крыла: 9,65 м (31 фут и 8 дюймов)
- Высота: 4,01 м (13 футов и 2 дюйма)
- Нормальная взлётная масса: 17 000 кг
- Двигатель:
  - Тип двигателя: турбовентиляторный двигатель без форсажа
  - Модель: «F404-GE-100A»
  - Тяга: 151,24 кН или 15 422 кгс (2 x 17 000 lbs)

Лётные характеристики
- Максимальная скорость на высоте 0: 982 км/ч (530 kts, M=0,8)
- Максимальная скорость на высоте 10 972 м (36 000 футов): 1 185 км/ч (640 kts, M=1,1)
- Практическая дальность: 963 км (520 миль)
- Практический потолок: 19 500 м (64 000 футов)

Вооружение
- Пушки:: шестиствольная 20-мм пушка Дженерал Электрик М-61А1 «Вулкан», 650 снарядов
- Боевая нагрузка: до 2 721 кг (6 000 lbs)
- Точки подвески:
  - внутренние: 4
  - внешние: 0

 Авионика 
- РЛС : радар отсутствует.
- Оптическая система управления огнём.
- Тепловизорная система переднего обзора.
- Лазерная система ведения цели.
- Система предупреждения об облучении.
- Тактическая информация оперативно синхронизируется с такими внешними системами, как Boeing E-3 Sentry[26].

 Другое 
Самолёт транспортируем с помощью C-5 Galaxy.

## Игровой процесс

### Общее

Игровой процесс F-19 Stealth Fighter

Ключевая идея: игрок управляет автономным самолётом с повышенными способностями к незаметности, а его задачей является скрытное проникновение на территорию противника и точечное уничтожение объектов врага. Необходимо находить слабые места в фронте ПВО, скрытно перемещаться, выполнить задание и незаметно уйти.
Игровой процесс во многом строится как на авиасимуляции, так и на противостоянии малозаметности самолёта и систем ПВО противника. Игра имеет высокий уровень реализма обнаружения самолёта, когда сигнатура F-19 визуально сравнивается с эффективной энергией импульсов радаров, которые зависят от их типов, мощности и расстояний.
Самолёты и системы ПВО в игре ведут себя согласно ситуации — выполняют патрулирование, происходят вылеты на активные боевые действия, начинается агрессивное поведение против игрока в случае его обнаружения и др.
Игроку предоставляется богатый выбор вооружения, в который включены: различные ракеты «воздух-воздух», «воздух-земля» и «воздух-вода»; торпеды; неуправляемые и корректируемые бомбы (с лазерным наведением). Ракеты функционируют по принципу «выстрелил и забыл», а бомбы разделяются на три класса — свободнопадающие (англ. free fall), медленного падения (англ. retarded bomb) и c лазерным наведением (англ. laser-guided). Каждый тип вооружения имеет свою специфику использования (ракеты могут отличаться эффективной дальностью и маневренностью; к бомбам имеются требования к высоте сброса и необходимости корректировки; также взрывы могут повреждать самолёт, и для избежания нужна тренировка бомбометания).
В игре имеется двадцать различных типов целей (самолёты в ангарах и на взлётной полосе, мосты, атомные станции, бункеры, лагеря террористов, склады, нефтяные платформы, пусковые установки ПВО, радары, корабли, подводные лодки, …), каждый из которых имеет свои особенности. В частности, например, одна модификация бомб может хорошо поражать один тип цели, посредственно другой и быть совершенно бесполезной для третьего.

### Игровой цикл
Игровой цикл прежде всего строится на выборе и выполнении миссий, каждая из которых независима от другой. Его можно рассмотреть в виде последовательности следующих действий:
1. Выбор режима игры.
2. Инструктаж.
3. Выбор вооружения.
4. Вылет и выполнение миссии.
5. Подведение результатов.

Выбор режима независим от каких-либо обстоятельств: игрок может выбрать сразу же самую сложную миссию, любой регион, когда угодно провести тренировку или начать (или закончить) выполнять реалистичную посадку.
Во время инструктажа становятся известны подробности задания: где будет взлёт, где запланирована посадка, какие главная и второстепенная цели, где и какие радары, расположение известных кораблей, когда вылет (ночная или дневная миссия), расчетная дальность полёта, где наблюдается у противника боевая активность и т. д. На сложных уровнях игроку приходится на данном этапе планировать полёт (траекторию, расход топлива, потенциально необходимое вооружение и т. д.), так как игра генерирует каждый раз новую расстановку сил.
Игра предлагает свой выбор вооружения, который игрок имеет возможность самостоятельно изменить.
Результат вылета на боевую операцию может быть следующим:
- Возвращение на базу — самолёт благополучно посажен на дружественном аэродроме. Очки начисляются в полном объёме. Если происходит присвоение очередного воинского звания или награждение медалью или орденом, то пилот празднует в кабаке шумной компанией. Если же полёт просто прошёл удачно, то пилот празднует с закадычными друзьями.
- Катапультирование и приземление на парашюте в море или на дружественной/нейтральной территории — пилота подбирает вертолёт эвакуации. Очки начисляются посредственно (50-75 %, в океане больше, на нейтральной территории меньше). Если происходит награждение медалью или орденом за ранение, то пилот празднует с закадычными друзьями, если нет — заливает горе один.
- Катапультирование и приземление на парашюте на территории противника — пилот попадает в плен, а обломки самолёта подвергаются тщательному изучению. Пилота меняют на какого-нибудь политического преступника или террориста. Очки начисляются по минимуму (25 %). Пилот заливает горе в кабаке один.
- Крушение и гибель пилота — все звания и награды присваиваются посмертно. Очки начисляются по максимуму. Пилота с почестями хоронят. Напротив записи значится могильный крест.

Если выполнена посадка на дружественном аэродроме (кроме скрытных взлётных полос в тылу противника), то миссия заканчивается.
После 99 вылетов пилот выходит на пенсию.
Если пилот разбился (KIA, Killed In Action) или на пенсии (Retired), то он к боевым вылетам не допускается, но его заслуги будут видны другим пилотам.

### Обнаружение против малозаметности
Игровой процесс во многом строится на противостоянии систем обнаружения ПВО и самолётов против малозаметности F-19. Способность к обнаружению зависит от текущего состояния F-19, от относительного положения и скорости к радару противника, и от характеристик радара противника.
Создание игровых механик обнаружения и малозаметности (см. ниже) рассматривается Сидом Мейером как один из ключевых элементов игрового процесса: это позволило добавить «ещё одно измерение», а также выделиться игре на фоне большого числа других авиасимуляторов на рынке, с которыми становилось сложнее конкурировать, так как соперничество выражалось в качестве графики и анимации (с чем сложнее было конкурировать MicroProse), нежели в игровых аспектах.

#### Незаметность F-19
Зависит от:
- крена самолёта (прямой горизонтальный полёт наименее заметен);
- высоты полёта (чем ниже, тем лучше);
- скорости полёта (чем медленнее, тем лучше);
- факта открытия бомбового отсека или применения бортовой системы радиоэлектронного подавления (ECM) — в этом случае малозаметность значительно снижается;
- повреждений (например, из-за них бомбовый отсек может все время оставаться в открытом состоянии);
- типа местности (над морем более заметно, над землей и возвышенностями менее).

Между радаром противника и самолётом может находиться возвышенность. Соответственно, в случае малой высоты полёта она может сделать самолёт невидимым для радара, и таким образом игрок может использовать свойства местности для того, чтобы оставаться незамеченным.

#### Типы радаров

Избегание обнаружения от различных типов радаров. К импульсному можно безопасно приближаться напрямую, доплеровский всегда можно облететь с минимальной радиальной скоростью.

Стационарные радары и радары самолётов противника могут быть двух типов: импульсные (англ. pulse radar) и доплеровские (англ. doppler radar).
В игре импульсные радары измеряют поперечную скорость движущихся объектов. Это означает, что если двигаться прямо к радару или от него, то он не будет видеть F-19. Напротив, он очень легко обнаруживает в случае кругового движения вокруг радара. Доплеровские радары измеряют радиальную скорость. Такие радары легко обнаруживают объекты, которые двигаются к ним или от них, но при круговом движении вокруг них становятся бессильны. Таким образом, для скрытного перемещения необходимо минимизировать поперечную скорость самолёта относительно импульсных радаров и радиальную скорость относительно доплеровских радаров. Стационарные радары работают во всех направлениях (360°). Радары самолётов противника сканируют переднюю полуплоскость или сектор в 90° (исключение Ил-76). Ракеты имеют сектор обзора 45°.

Приближаться к радару нужно на малой высоте и малой скорости, а над радаром имеется мертвая зона.

Каждый из радаров имеет среднюю (avg) и максимальную (max) дальность действия. Первый параметр означает, что на таком расстоянии радар наиболее эффективен. Вместе с тем, по мере преодоления этой дистанции или удаления способность к обнаружению падает — рядом с радаром или на расстоянии, близком к максимальному, фактически находится мертвая зона (4-5 км от радара), где для F-19 возможны практически любые манёвры с сохранением незаметности.
Важным моментом геймплея является то, что радары противника работают не непрерывно во времени, а дискретно. Другими словами, радары одномоментно периодически сканируют окружающее пространство, а иногда отключаются на какое-то время. Соответственно, игрок в промежутках между сканированием может успевать выполнять действия, которые могут быть осуществлены только при снижении незаметности F-19.

#### Наведение ракет и защита
Ракеты, выпускаемые наземными средствами ПВО или самолётами/кораблями противника, могут иметь следующие типы наведения:
- радарное (ракету ведет выпустившая её система) — для защиты можно стать незаметным для выпустившего ракету радара или сбросить дипольные отражатели (англ. chaff);
- тепловое (англ. infrared) — для защиты можно использовать инфракрасное подавление (подсистема F-19) или выполнить сброс трассёра (flare[англ.]);
- визуальное — уход только посредством манёвра.

F-19 имеет несколько типов защиты и каждый из них имеет свои особенности. Подсистема IR (подавление теплового наведения) замедляет самолёт (уменьшение тяги на ~15 %) и не может длительно работать, и в результате перегрева автоматически отключается и требует времени на восстановление. Подсистема ECM увеличивает ЭПР самолёта, и он становится более заметным. Дипольные отражатели защищают от радарных ракет, а трассёры от ракет с тепловым наведением (время их действия 2-3 секунды). Отстрел ложной цели (англ. decoy) является универсальной защитой, но их запас крайне ограничен. Но вместе с тем, ложная цель может помочь избежать идентификации самолёта радаром, что важно в случае выбора режима холодной или локальной войны.
Все типы ракет имеют свои особенности, выражающиеся в скорости, способности к маневрированию, дальности действия, способности противостоять защитным системам противника и т. д., и это влияет на геймплей. Например, ракеты Sidewinder по сравнению с AMRAAM имеют меньшую дальность действия, но они более маневренны. Или, в случае пуска ракет по F-19 бортовая система предупреждает об этом с указанием типа ракеты (SA-10, AA-10 и т. д.). И при этом чем более совершенная выпустившая ракету система, тем меньше вероятность что от неё можно будет защититься с помощью IR или ECM. В дополнение, например некоторые ракеты (SA-10, SA-12, SA-N-6) имеют доплеровское радарное наведение, и для защиты с помощью дипольных отражателей нужно держать курс перпендикулярно курсу ракеты.

Уход от ракеты манёвром в случае фронтового сближения.

При фронтовом сближении ракеты с самолётом и необходимостью ухода от ракеты манёвром рекомендуется выполнить следующее:
1. Сближение лоб в лоб до расстояния 8-12 км (это ~ две трети квадрата тактической карты).
2. Поворот на 90° перпендикулярно курсу ракеты. Ракета будет смотреть в бок F-19.
3. По мере полёта выполнять крен таким образом, как показано на рисунке (справа). Вектор движения ракеты всегда должен быть перпендикулярен вектору движения самолёта.

Данная рекомендация является практически идеальным манёвром для ухода от ракеты. Однако, в игровой обстановке может идти воздушный бой, самолёт может быть атакован несколькими ракетами, изменение вектора полёта может привести к обнаружению F-19, при необходимости бомбометания или пуска ракеты нужно выполнять определённые требования к скорости и к траектории движения. Как следствие, уход от ракет посредством маневрирования зачастую является компромиссом в многофакторной обстановке.
Кроме видимых объектов (кораблей, радаров, самолётов) в игре присутствуют зоны, где активно ведутся боевые действия (англ. Special Events). В этих зонах может быть произведена атака F-19 ручными или мобильными ЗРК посредством ракет «земля-воздух». Источник атаки в этом случае невидим, ракеты имеют тепловое или визуальное наведение, а пилот F-19 может только либо защищаться, либо улететь из опасной зоны. Дополнительной проблемой нахождения в такой зоне является то, что самолёт-невидимка видим для противника, и по этой причине все истребители летят на перехват F-19.

#### Пример планирования ударной операции

План полёта рассматриваемой ударной операции

Для иллюстрации и раскрытия особенностей геймплея рассмотрим ударную операцию, для которой план расстановки систем ПВО противника показан на рисунке (справа). Для упрощения считаем, что включен режим холодной войны, когда уничтожение любых объектов, кроме указанных в задании, не приветствуется.
Для данной миссии будем считать, что главной целью является корабль, который может быть поражен ракетой (типами AGM-119 Penguin, AGM-84 Harpoon или AGM-65 Maverick). Соответственно, пуск ракеты может быть выполнен не долетая до цели.
Второстепенная цель требует присутствия F-19 в заданной точке. Это может быть фотографирование или бомбардировка. Цели показаны на рисунке красным цветом.
Во время инструктажа игроку обязательно показываются место взлёта и посадки, главная и второстепенная цели, все действующие в регионе стационарные радары (их типы и радиусы действия), все зоны активных боевых действий, все аэродромы противника с типами имеющихся там самолётов. Исходя из этой информации планируется операция.
Действие доплеровских радаров в игре показывается непрерывной линией, а импульсных — пунктирной (на рисунке штриховой). На рисунке для доплеровских радаров дополнительно указан малый радиус, показывающий их эффективное действие для полёта над землей. Большой радиус — для полёта над морем.
Синие прямоугольники штриховой линией показывают Special Events. Данные области крайне желательно во время выполнения операции избегать, либо пролетать очень быстро.
Исходя из карты можно видеть, что полёт напрямую к целям неразумен, так как F-19 будет обнаружен, и далее атакован истребителями и ЗРК.
Пример планируемого хода операции (см. рисунок):
1. Облет по большому радиусу радара ЗРК, так как над морем.
2. Полностью вдоль большого радиуса лететь нельзя, так как F-19 будет обнаружен импульсным радаром. Полёт к импульсному радару на берегу.
3. Разворот над импульсным радаром и пролёт между зонами активных боевых действий.
4. Огибать большой доплеровский радиус теперь можно по меньшему радиусу, так как полёт идет над землей.
5. Приближение к главной цели. Её захват и пуск ракеты. В случае неудачного попадания возможен повтор во время полёта над импульсным радаром по маршруту.
6. Пролёт вдоль берега над двумя импульсными радарами.
7. Выход на вторичную цель. Выполнение задания (фотографирование или бомбардировка).
8. На север лететь нельзя, так как там происходят боевые действия, и зоны плотно охвачены ракетными комплексами.
9. Полёт на запад вдоль берега до импульсного радара.
10. Разворот на север и пролёт между двумя доплеровскими радарами.
11. Уход на север и посадка на дружественном аэродроме.

Как правило, план не всегда успешен, особенно в случае плотной обороны ПВО. Основной проблемой являются патрулирующие самолёты, имеющие на борту свои радары. В связи с этим выполнение плана может по ходу операции измениться.
Спланировать операцию с полным избеганием обнаружения не всегда возможно, и практически всегда невозможно для Elite уровня сложности и режима Conventional War. В связи с этим требуется уничтожение некоторых ЗРК.
Планирование в регионах Нордкап и Центральная Европа осложнено и отличается от описанного, так как на этих театрах военных действий присутствует значительно большее количество средств ПВО, а их радары с течением времени включаются и выключаются. Соответственно, большое количество ЗРК уничтожить затруднительно, и игроку приходится во время операции постоянно отслеживать активность радаров и оперативно реагировать на обстановку.
Уничтожение любых объектов вызывает обеспокоенность противника (как и в случае обнаружения F-19), и в этом случае патрульные самолёты летят к месту происшествия, а также в воздух поднимаются дополнительные истребители.
В случае проблем возможен уход в глубину вражеской территории, но такие действия могут закончится тем, что не получится вернуться на базу из-за расхода топлива. В связи с этим рекомендуется планировать траекторию полёта экономичным образом с учётом безопасности полёта и возможных столкновений с патрульными.

### Вооружение
Вооружение в игре детально проработано относительно динамики его применения и имеет следующие особенности:
- каждый тип вооружения имеет разную эффективность в зависимости от типа цели;
- цель может быть не поражена из-за неудачного захода (высоты сброса и дальности пуска);
- самонаводящееся оружие может атаковать не ту цель, которая была захвачена, а соседнюю (например ближайшую или с большим ЭПР);
- в случае использования пушки требуется учитывать необходимое упреждение для поражения движущейся цели;
- после сброса бомбы необходимо набрать высоту или отлететь от эпицентра, так как в противном случае F-19 будет поврежден взрывом;
- чем меньше цель, тем более точное бомбометание нужно использовать для её поражения, что определяется аккуратностью техники сброса, типом бомбометания и видом вооружения.

F-19 имеет четыре внутренних отсека вооружения и пушку, внешние точки подвески отсутствуют. В каждый из отсеков можно поместить один комплект вооружения.
Пушка всегда доступна для применения, её дальность составляет 6 км, а наибольшая эффективность поражения при расстоянии менее 3 км, а скорость снарядов составляет 3 км/c. Таким образом, при стрельбе по наземным целям необходимо сокращать расстояние до эффективного или менее, чтобы для успешного поражения потребовалось меньшее количество попаданий. Во время воздушного боя игроку необходимо упреждать противника. Например, при стрельбе по цели на расстоянии 6 км игрок должен предугадать где будет находиться цель через две секунды и туда направлять огонь.
Кроме ракет и бомб для F-19 во внутренний отсек может быть помещена фотокамера, специальный контейнер для доставки (используется в Персидском заливе), а также дополнительный топливный бак (увеличивает потенциальную дальность полёта на 19 %).
Изначально для каждой миссии игра предлагает свой набор вооружения для выполнения боевого задания. При этом в первый слот помещается оружие для выполнения главной цели, а во второй для второстепенной. Третий слот получает дополнительный топливный бак в случае, если расчетный расход топлива превышает номинальную емкость бака F-19. В четвёртый слот, как правило, помещаются ракеты Sidewinder.
Первичный выбор представляет собой лучшее оружие для поражения цели в своем классе (один из типов бомб или ракета), а сам класс выбирается случайно. Другими словами, выбранное первоначально оружие всегда способно с большой эффективностью поразить цель, но в соседнем классе может оказаться немного более эффективное оружие. Также, первичный выбор выполняется несмотря на отсутствие оружия на складе (может быть выдано то, что недоступно).

#### Типы бомб
В игре имеется три типа бомб:
- свободнопадающие (free-fall[англ.]) — традиционные бомбы; некорректируемые и падают по дуге после сброса;
- медленнопадающие (англ. retarded bomb) — некорректируемые, но падение заторможено и это дает время на отлет от места взрыва;
- с лазерным наведением (англ. laser-guided) — корректируемые и высокоточные; для них требуется подсвечивать цель с самолёта.

В случае выбора свободнопадающей бомбы система самолёта подсвечивает требуемый курс для идеального выхода на цель. В дополнение, есть подсветка текущей точки падения в случае немедленного сброса.
Для свободнопадающих и медленнопадающих бомб система показывает расстояние до идеальной точки сброса.
Медленнопадающие бомбы имеют самую низкую точность попадания, а бомбы с лазерным наведением самые точные. Точность может быть важна например в случае режима холодной войны, когда крайне нежелательно повреждение гражданских или других военных объектов, а необходимо единичное и точное поражение цели.
В миссиях по доставке груза, который нужно сбросить в нужной точке, груз по типу применения во время сброса приравнивается к медленнопадающей бомбе, которую нужно сбросить на высоте от 500 до 1000 футов.
Бомбы с лазерным наведением во время падения планируют по прямой и корректируют свою траекторию. Дистанция, которую пролетает бомба планированием, зависит от высоты полёта и определяется как 500 футов высоты на 1 километр.

#### Техники применения
Описание к игре предлагает следующие техники применения:
- «Выстрелил и забыл» — для ракет, имеющих головку самонаведения;
- бомбардировка с пикирования (англ. dive bombing);
- высотная бомбардировка[англ.] (англ. level bombing);
- бомбардировка c кабрированием[англ.] (англ. toss bombing).

Техника «выстрелил и забыл» применяется только для ракет, используемых для поражения целей в воздухе, на земле или на воде. Пуск ракеты должен осуществляться на высоте не ниже 500 футов (иначе он может быть неудачным, так как первые секунды до включения двигателя ракета падает и теряет ~ 300 футов высоты). Для ракет «воздух-земля» и «воздух-вода» повышается точность и эффективность по мере приближения к цели и обычно становится максимальной при дистанции в два раза меньшей номинальной дальности поражения. Вместе с тем, максимальная дальность ракеты зависит не только от её запаса топлива, но и от скорости самолёта в момент пуска, поэтому при более высокой скорости максимальная дистанция поражения цели увеличивается.
Применение ракет «воздух-воздух» более сложное. В общем случае цель легче поражается в случае незаметного пуска (чем неожиданней, тем позже реакция), при малой поперечной скорости (лучше фронтовая атака или заход в хвост) и минимальном маневрировании цели. Вместе с тем, есть и отдельные особенности, например, ракета AMRAAM имеет доплеровский радар наведения, которому сложнее вести цель в случае её малой поперечной скорости.
Бомбардировка с пикирования подразумевает использование традиционных бомб и по инструкции выполняется следующим образом:

Бомбардировка с пикирования

1. Приблизиться к цели на малой высоте и максимальной скорости.
2. На расстоянии 6 км начать быстрый набор высоты под углом 55° до 8000 футов.
3. Открыть бомболюк.
4. Высота 8000 футов должна быть набрана так, чтобы до цели по земле оставалось от 1,5 до 2 км.
5. Включить аэротормоз и сбросить скорость.
6. Начать пикирование на цель под большим углом (~80°).
7. Совместить индикатор места падения бомбы с целью и стабилизировать его.
8. Осуществить сброс.
9. Выйти из пикирования до высоты 3000 футов, иначе взрыв повредит самолёт.
10. Закрыть бомболюк.

Бомбардировка с пикирования предпочтительна в случае, когда нельзя длительно приближаться к цели на большой высоте (в случае высотной бомбардировки) из-за опасности обнаружения. Вместе с тем, для высокой точности требуется соответствующая техника исполнения.
Поражать наземные цели можно пушкой, и для этого чаще всего используется пикирование с аналогичной последовательностью действий, но на меньшей высоте.

Высотная бомбардировка. Выше — применение свободнопадающих бомб (подлет на высоте 2000 футов, и подъём на безопасную высоту от взрыва 3000). Ниже — применение медленнопадающих бомб (подлет и уход на малой высоте; взрыв происходит позже, когда самолёт отлетел на безопасное расстояние).

Высотная бомбардировка представляет собой приближение к цели на фиксированной высоте (которая может быть разная, но чаще используются высоты от 2000 до 3000 футов) и является самой точной из всех техник. Длительный полёт на таких больших высотах с большой вероятностью приводит к обнаружению F-19, а это нежелательно. Применение высотной бомбардировки на малой высоте (500 футов) безопасно только с использованием медленнопадающих бомб.

Бомбардировка с лазерным наведением и кабрированием.

Бомбы с лазерным наведением являются корректируемыми, и после сброса ведут себя как планер. Для точного попадания в цель она должна постоянно подсвечиваться с самолёта, о чём показывает бортовая система до и во время полёта бомбы (Lock на фотоизображении). После сброса бомбы самолёт может вести себя различным образом, но при этом он не должен потерять способности подсвечивать цель (что ограничено углом обзора в 60°). Свобода манёвра позволяет уйти от взрыва, что может быть выполнено как с набором высоты, так и без (уход в сторону).
Бомбардировка с кабрированием применяется в случаях, когда требуется осуществить сброс с небольшой высоты, но при этом должно оставаться время для отлета из зоны поражения. При такой технике в качестве примера можно рассмотреть приближение на высоте 500 футов, кабрирование 30-40° на расстоянии 3-6 км, сброс и уход. Бомбардировка с кабрированием может быть осуществлена через высотные препятствия (горы) и это единственная техника, позволяющая поразить бункер подводных лодок Североморска во время ударных операций в Нордкапе.

#### Технические данные вооружений
В буклете предоставлялась подробная информация по техническим данным вооружений, влияющих на геймплей. Это описание всех имеющихся в игре ракет (их дальность, маневренность, тип наведения, ..), вооружения F-19, радаров ПВО, характеристик ЗРК и др.
В самой игре техника и вооружение именуются в соответствии с кодами обозначения НАТО.
В русскоязычных источниках данная информация отсутствовала, но игроки понимали важность выбора вооружения и пытались составлять свои таблицы.

### Состояние самолёта
Состояние самолёта характеризуется как работоспособностью и мощностью имеющихся подсистем, так и количеством вооружения и средств защиты.
Подсистемы могут выходить из строя или деградировать в случае повреждений (попадания ракет и пуль авиационных пушек, от близких взрывов бомб, исчерпания запасов топлива или картриджей и т. д.). В начале миссии самолёт имеет на борту фиксированное количество картриджей дипольных отражателей (18 шт), трассёров (12 шт), ложных целей (3 шт), а также фиксированный боезапас пушки.
К подсистемам, которые могут быть повреждены, относятся:
- двигатель (англ. Engines) — в случае повреждений уменьшается максимально возможная его мощность; если топливо заканчивается, то он выключается;
- навигационное оборудование (англ. Avionics) — повреждения выводят из строя автопилот, в дальнейшем пропадает изображение захваченной цели и перестает функционировать курсо-глиссадная система;
- створки бомбового отсека (англ. Bay Doors) — при повреждениях становятся всегда открытыми;
- топливный бак (англ. Fuel Tank) — повреждения провоцируют утечку топлива, которая усиливается в случае дополнительных повреждений; также уменьшается емкость бака;
- системы оповещения об атаке (англ. RWR/IWR) — при повреждении сигналы о приближении инфракрасных или радарных ракет перестают приходить;
- управление самолётом (англ. Flight Controls) — в случае неисправности машину становится сложнее контролировать, а также управлять ею;
- системы подавления (англ. Jammers) — системы ECM и IR перестают функционировать, а в дальнейшем становится невозможным применение дипольных отражателей и трассёра.

Расход топлива на километр пути существенно зависит от используемой тяги. Крейсерская скорость достигается при тяге ~70 %. В случае повреждения топливного бака добавляется постоянная утечка. В связи с этим для преодоления наибольшего расстояния с пробитым баком тягу нужно увеличивать.
В результате поражения самолёта взрывом, ракетой или пулями происходит деградация нескольких подсистем. Степень деградации зависит от воздействия (более близкие взрывы и попадание ракет более совершенных ЗРК самые опасные). Для способности продолжения полёта критичным является повреждение двигателя, когда максимальная тяга падает настолько, что полёт становится невозможным, и это означает, что самолёт необходимо покинуть (катапультироваться). Вероятность вернуться на базу резко уменьшается в случае пробоя топливного бака. При повреждении бомбового отсека оставаться невидимым становится намного сложнее.

### Очки, звания, награды
Система подсчета очков в игре достаточно сложная. Вместе с тем, она принципиально одинаковая для всех версий, но диапазоны очков существенно отличаются от версии к версии.
В русскоязычных источниках оценка очков и заслуг определялась опытным путём, и их данные существенно могут отличаться от представленной авторами информации о подсчете очков.
По мере продвижения по службе, игрок мог получить следующие звания: Второй лейтенант, Первый лейтенант, Капитан, Майор, Подполковник, Полковник, Бригадный генерал.
Получение медалей базируется на успешности выполнения конкретной миссии и не зависит от текущего звания. В зависимости от количества набранных очков и имеющихся медалей игрок может быть награждён следующими медалями: Медаль Почёта, Крест лётных заслуг, Серебряная звезда, Бронзовая звезда, Медаль Летчика. Медаль Боевой Готовности дается за успешное выполнение тренировочной миссии, Пурпурное сердце может быть вручена тому, кто вернулся с задания с ранением или существенно поврежденным самолётом.
В случае выполнения определённого числа вылетов выдаются следующие нашивки на мундир: Overseas Service Ribbon (короткая и длинная), Longevity Service Ribbon и Longevity Service Ribbon with Gold Cluster. При выполнении тренировочной миссии выдается нашивка на мундир о готовности к реальным полётам.

## Авиасимуляция и реализм
Игра является одним из первых авиасимуляторов, где упор делался на достоверность, в который включена серьёзная проработка физики полёта и управления самолётом.
Элементы авиасимуляции:

Прямой полёт и поворот самолёта без изменения высоты. Применение закрылок.

- При наборе высоты машина теряет скорость, а при снижении разгоняется.
- При превышении допустимого угла атаки выскакивает надпись «угроза штопора» (англ. Stall Standing), что означает, что крыло самолёта теряет подъёмную силу и необходимо отдать штурвал от себя и увеличить скорость, и иначе самолёт теряет управление и уходит в штопор, из которого сложно выйти даже с запасом высоты. При уменьшении скорости угроза штопора появляется чаще[19].
- При маневрировании скорость самолёта уменьшается[19].
- Тяга двигателями регулируется игроком, а от тяги зависит ускорение, приобретаемое самолётом. Соответственно, при включении большой мощности двигателя скорость набирается постепенно, и также постепенно гасится при уменьшении тяги.
- При неубранном шасси машина заметно теряет скорость. Если скорость слишком высока (более 250 kts), то шасси могут быть повреждены[19].
- При опущенных закрылках самолёт менее управляем, но он получает дополнительную подъемную силу (пропорционально скорости), что позволяет лететь с меньшей скоростью без угрозы штопора. Например, для осуществления посадки полёт на более низкой скорости и высоте может быть выполнен посредством опускания закрылков. Или, при меньшей скорости самолёт менее заметен, и медленный полёт с опущенными закрылками позволяет эффективнее проводить скрытые перемещения. Закрылки могут быть повреждены при слишком высокой скорости полёта (более 300 kts)[19].
- Имеется аэродинамический тормоз. В случае его применения самолёт получает дополнительную тягу назад[19].
- При полёте на малых высотах (ниже 500 футов[к. 3]) начинает сбиваться курс самолёта, а на предельно малых (ниже 200 футов) машину начинает «подтряхивать» — вследствие завихрений и турбулентности, присутствующих на малых высотах.
- По мере разгрузки самолёта вследствие расхода топлива его летные характеристики улучшаются (на единицу тяги самолёт получает большее ускорение)[29].
- Скорость полёта зависит от высоты (чем выше, тем быстрее может лететь самолёт при одной и той же тяге).
- Полёт может проходить над возвышенностями, которые необходимо облетать.

Игра во многом построена на реализме и придает ему большое значение. Но с точки зрения гейм-дизайна отношение к этому разработчики описывают следующим образом:
Вполне возможно создать впечатляющую технически и фактически точную симуляцию, но это не является самоцелью. Мы не позволяем такое в MicroProse. Опыт полёта в симуляции, геймплей, — должны приносить удовольствие и быть интересными. Мы потратили много времени чтобы можно было чувствовать полёт и управлять им, на организацию мира, в котором вы будете лететь, на изменение радарной обстановки, на уровни мастерства пилотов противника, на время реакции оппонентов, и на многое другое.
Весь реализм симулятора должен иметь предназначение. В нашем случае, целью является создание играбельной, приятной симуляции. Кто хочет симулятор который вас убивает если вы не потратили тысячи часов обучения полётам? Мы хотим больше, чем просто точные дистанции поражения ракет, или реалистичный профиль атаки бомбы Paveway. Но мы также хотим бесконечное число миссий, ситуаций, и различных противников. Мы хотим, чтобы враг вел себя логично и рационально в любых ситуациях. Мы хотим, чтобы у вас в каждой миссии возникали новые проблемы и возможности.
Оригинальный текст (англ.)It's quite possible to create a technically impressive and factually accurate simulation, that is nonetheless a turkey. We don't allow that at MicroProse. The experience of flying the simulation, the "game play" must be enjoyable and interesting. We spend a great deal of time on the "feel" of the flight controls, organizing the worlds you fly in, the changing radar environment, the skill of enemy pilots, enemy reaction times, and much more.

All this realism in a flight simulator must still have a purpose. In our case, the purpose is playable, enjoyable situations. Who wants a simulator that kills you unless you've logged thousands of hours of flying? We want more than accurate missile ranges or realistic Paveway attack profiles. We also want an endless supply of new missions, situations, and opponents. We want the enemy to behave logically and rationally in these new situations. We want you to have new problems and opportunities with every mission.

Во время разработки симулятора, использующего реальное вооружение и технику, данные по которым могут быть засекречены, MicroProse придерживалась строгого правила: использовать только открытые источники. Хотя разработчики много общались с реальными пилотами и техническим персоналом, все равно старались никак не учитывать секретную информацию и делать только эрудированную догадку. Вместе с тем, количество публично доступной информации очень много, и если знать как искать, то можно найти все, что есть в игре.
Выбор регионов и сценариев миссий не преследовал политической цели, а также симпатии или антипатии к какой-либо национальности. Любым военным придется выполнять приказы согласно сложившейся ситуации, и обстоятельства будут диктовать что делать. Соответственно, на основании этих принципов и информации выбирались регионы и те задачи, которые предстояло решать F-19.

## Режимы игры
Перед выполнением миссий игра предлагает определиться с выбором четырёх опций, задающих режим игры: регион мира, уровень конфликта, качество подготовки противника, тип миссий и безопасность посадки. От данного выбора зависит сложность выполняемых заданий, правила поведения во время операции и количество начисляемых очков.
Миссии могут быть дневными и ночными. Их отличие (кроме графического) заключается в том, что во время ночных миссий фиксация объектов системами обнаружения F-19 происходит с меньшего расстояния (~ в два раза).

### Регион
Регионы по мере возрастания уровня их сложности можно расположить в следующем порядке: Ливия, Персидский залив, Нордкап, Центральная Европа. Вместе с тем, данные театры военных действий имеют свои особенности. В каждом из них игроку противостоят различные истребители и ЗРК. Географически регионы различаются картой, наличием морей и океанов, горных массивов, характерной погодой и глубиной фронта.

### Уровень конфликта
В зависимости от выбора уровня конфликта, режим игры может быть разный, каждый из которых имеет свои сложности. Более слабый уровень конфликта подразумевает необходимость скрытного выполнения действий, чтобы обнаружение самолёта не имело политических последствий. В случае более жесткого конфликта разрешается широкомасштабно использовать оружие, но при этом противник находится в состоянии полной боевой готовности.
Имеются следующие уровни конфликтов:
- Холодная война (англ. Cold War) — страна (страны) пребывают в состоянии мира, но они могут проводить провокационные действия для проверки эффективности средств противодействия противника. Задания в основном разведывательно-диверсионные, такие как точечное фотографирование или уничтожение объектов, передача секретных материалов и грузов и т. д. Прямой контакт с противником, приводящий к идентификации F-19, крайне нежелателен. Если самолёт обнаружен, то необходимо уничтожить объект, который это сделал. Однако, чем больше используется оружие, приводящее к жертвам и разрушениям, тем более вероятен международный скандал, и тем менее успешна выполняемая операция. За длительное нахождение над территорией противника начисляются дополнительные очки. Враг не находится в ожидании противника, поэтому его реакция действия F-19 и обнаружение не такая быстрая и менее агрессивная.
- Ограниченная война (англ. Limited War) — на какой-то отдельно взятой территории идет вооруженный конфликт. Обычная война не объявлена, но страна (страны) находятся в полной боевой готовности. Открывать огонь можно только по военным целям (не гражданским) или по тем, которые указаны в задании. В миссиях важно оставаться незамеченным, но не так критично (в 2 раза меньше очков за полёт над вражеской территорией). Ударные миссии даются часто, но и шпионское фотографирование также присутствует. Операторы и пилоты врага уже находятся в боевой готовности и их реакция уже более быстрая.
- Обычная война (Conventional War) — страной, странами (стране, странам) объявлена обычная (но не ядерная) война. Войска находятся в состоянии войны, все действия F-19 по отношению к противнику не регламентированы и приветствуется уничтожение любых военных объектов и инфраструктуры. Задания в основном направлены на уничтожение, подрыв экономики, нанесение огромного ущерба. Обнаружение F-19 не имеет политических последствий, но может быть важно для того, чтобы успешно выполнить операцию и вернуться на базу. Вместе с тем, вражеские операторы и пилоты всегда наготове, и они теперь сначала стреляют, а потом только спрашивают.

Во время более жесткого конфликта у противника плотнее ПВО (количество ЗРК, кораблей с радарами, патрулирующих самолётов и т. п.).
В случае визуальной (для самолётов, сообщение Visual ID) или радарной (Radar ID) идентификации для режимов холодной или ограниченной войны снимаются очки. При этом для холодной войны очков штрафуется в 2 раза больше, чем для ограниченной. Если идентифицировавший F-19 объект уничтожается, то данные очки возвращаются.
В игре возможна ситуация, когда F-19 замечен радаром противника и отслеживается (мигает Track), но идентификации (ещё) не наступило. В этом случае уничтожение объекта разрешено и за это дается количество очков, эквивалентное сумме штрафа.

### Тип миссии
Здесь можно выбрать тренировочную или настоящую миссию.
Также миссии деляться на ударные (Strike) и воздушные (Air-to-Air). Первые подразумевают, что главной будет наземная цель, и скорее всего такой же будет второстепенная. Вторые заключаются в том, что главной целью будет перехват самолёта противника. Однако, второстепенной целью скорее всего будет наземная.
Тренировочные миссии такие же, как и боевые, но они имеют следующие особенности:
- Никаких повреждений — противник не может повредить F-19.
- Никаких очков — никаких наград, получения новых званий и всего остального. За первое выполнение тренировочной миссии дают отличительную нашивку на мундир о готовности к реальным полётам.
- Ливия — если выбрана Ливия, то миссии всегда фиксированы. Это удобно для тех, кто учится управлять F-19, когда можно тренировать одну и ту же миссию снова и снова.

Воздушные миссии:
- Засада на перехват важной персоны. Местный главарь летит на самолёте. Требуется сделать так, чтобы он не долетел до места назначения. Его самолёт взлетает приблизительно тогда же, когда начинается миссия. На карте в качестве точки главной цели показывается место прибытия. Можно как ожидать его в данной точке, так и осуществить перехват на маршруте. В случае обычной войны можно издалека расстрелять ракетами дальнего действия вместе с эскортом. В условиях холодной войны крайне желательно аккуратно сбить только целевой транспортный самолёт.
- Перехват транспортируемой команды террористов. Группа коммандос летит на самолёте на дружественную территорию. Задачей является перехват до прибытия в место назначения. Проблема миссии в том, что неизвестно, куда полетит самолёт с террористами. Но после обнаружения на дружественной территории самолёт легко дождаться или перехватить.
- Ликвидация вражеского патруля. Вражеские патрульные самолёты имеют неприятную привычку летать под прикрытием своих систем ПВО и радиолокационных самолётов. Необходимо проникнуть на территорию противника и сбить патруль. Для выполнения миссии нужно либо скрытно лететь на вражескую территорию, где много ЗРК, либо выдать своё присутствие и выманить патруль на себя.
- Уничтожение бомбардировщика. В большинстве случаев нужно преследовать самолёт на его пути домой. В данном случае это нужно сделать как можно быстрее. Чем больше медлить, тем ближе он прилетит к своим наземным системам ПВО и тем сложнее его будет сбить.
- Атака крылатой ракеты. Этот самолёт самая неуслужливая цель. Он летает глубоко в глубине своей территории под защитой ЗРК и истребителей сопровождения. Требуется аккуратно проникнуть сквозь оборону ПВО и точечно уничтожить цель.
- Сбить Оплот. Ил-76 (IL-76 Mainstay) является самой сложной воздушной целью. Он имеет радар в 360° и его ракеты по дальности действия в два раза превышают самые дальнобойные ракеты F-19. При этом для скрытного сближения может понадобится уничтожить пару наземных ЗРК, что освободит коридор в обороне ПВО.

Ударные миссии:
- Секретные аэродромы. Аккуратно доставить груз на скрытый аэродром, который находится в глубине территории противника. Требуется дополнительно совершать посадку и взлёт, а это будет происходить ночью. Посадка должна быть на скорости 160 kts или менее (более жесткие требования). Взлётная полоса подсвечивается только ограниченное время и для успеха требуется быстро найти аэродром.
- Сброс груза. Доставить груз в заданную точку и сбросить по указанию радиомаяка. Время работы маяка ограничено.
- Аэрофотосъемка. Здесь требуется использовать фотокамеру. Для этого необходимо направить её на цель, и сделать это нужно на небольшой высоте и достаточно точно. Фотокамера имеет фиксированное положение при установке, а управлять её направлением нужно посредством манёвра самолёта.
- Атака наземных ЗРК. Так как без радара ракеты системы бесполезны, то необходимо аккуратно пробраться к радару ПВО противника и уничтожить его. Самая безопасная зона у радара это воздушное пространство над ним, но долететь до мертвой зоны непросто.
- Поражение бункеров подводных лодок. Этот бункер находится в Североморске, регион Нордкап, является уникальной и специфичной целью. Он должен быть атакован посредством бомбардировки с кабрированием с севера, точным попаданием GBU-72 FAE в выходной шлюз. При этом вокруг будут патрулировать корабли класса Krivak.
- Потопление кораблей. Идеальное оружие для этого AGM-84A Harpoon. Однако, не недооценивайте возможности рядом находящихся других кораблей, особенно в Нордкапе. Большие корабли имеют очень хорошие радары и системы обнаружения. Если один корабль не представляет особой опасности, то множество таких кораблей заставит вас постоянно уклонятся от ракет. Большинство кораблей находятся у береговой линии. Также не забывайте, что вражеские авианосцы могут поднять в воздух свои истребители.
- Бомбардировка. Чаще всего при применении лазерных бомб и бомб свободного падения требуется набор высоты, что приводит к обнаружению F-19. В связи с этим нужно комбинировать как эффективный заход на цель, так и незаметность манёвров и их длительность.

### Качество подготовки противника
Выучка и уровень технического оснащения определяет качество противника и сложность симуляции его поведения. Чем более подготовлены оппоненты, тем сложнее выполнять задания, но тем более большая будет награда. Количество получаемых очков существенно зависит от этой опции.
Выбор новичков и обычных оппонентов замедляет продвижение по службе и менее престижные медали будут доступны. Выбор ветеранов и элитных противников увеличивает количество получаемых очков, что ускоряет получение новых званий и медалей.
Уровни в игре:
- Курсанты (англ. Green Opponents) — противник имеет старые самолёты и системы ПВО. Радары работают плохо и часто выходят из строя. Операторы радаров понимают только общие сигналы, а необычные, испускаемые F-19, обходятся без внимания. Пилоты противника не имеют опыта воздушных боев и манёвров, для них даже обычный полёт представляет большую сложность.
- Кадровые (англ. Regular Opponents) — самолёты и системы ПВО больше соответствуют выбранному региону — в странах третьего мира старая техника (Ливия, Персидский залив), а более новая появляется по мере приближения к сверхдержаве (Нордкап, Центральная Европа). Операторы радаров натренированы, но у них нет боевого опыта. Пилоты имеют практику воздушных боев и манёвров, но не могут хорошо воспринимать ситуацию и выполнять агрессивные и активные действия.
- Ветераны (англ. Veteran Opponents) — самолёты и системы ПВО исполнены согласно региону боевых действий, но они лучше используют своё оснащение, понимая, что против современного самолёта F-19 старое оружие не всегда применять целесообразно. Операторы радаров натренированы и имеют опыт, хорошо понимая обстановку. Пилоты имеют хороший опыт воздушного боя, имея уже на своем счету несколько сбитых самолётов противника. От них можно ожидать быстрых и агрессивных действий.
- Асы (англ. Elite Opponents) — здесь придется столкнуться с лучшим что есть у противника. У элитных подразделений всегда лучшее оснащение. Операторы радаров знают свои системы от и до, и могут интерпретировать слабозаметные сигналы F-19 правильно. Пилоты часто являются асами и знают все приемы высшего пилотажа, и даже могут придумывать новые в зависимости от обстоятельств. Воздушный бой против них — вызов пределу возможностей игрока.

С точки зрения геймплея с повышением уровня сложности происходит следующее:
- с большей вероятностью будут недоступны для выбора некоторые из типов вооружений;
- чувствительность радаров ПВО и самолётов противника повышается;
- для поражения цели требуется более точное бомбометание[8];
- требуется больше уделять внимания на эффективность оружия против заданного типа цели[8];
- во время воздушного боя попадать по самолётам становится сложнее[8].
- время работы отстреливающей ложной цели (Decoy) уменьшается от 60 до 15 секунд[19].

### Сложность посадки самолёта
Техника посадки подробно изложена в документации и считается достаточно сложной. Вместе с тем игра предлагает выбирать уровень сложности посадки и тем самым облегчает вхождение для новичков.
Посадка на авианосцы немного сложнее, так как у них меньше взлётная полоса. Но на авианосцах есть тормозной кабель-трос, приземление шасси на который сбрасывает скорость F-19.
При выборе более сложной посадки игроку начисляется большее количество очков.
Доступные режимы:
- Безопасная посадка (англ. No Crashes) — самолёт буквально не может разбиться, в случае падения он выравнивается и продолжает лететь, а если врезается в гору, то она его отбрасывает. При посадке можно безопасно удариться о землю с любой скоростью и жесткостью. Если шасси не выпущены, то бортовая система автоматически не дает опуститься F-19 ниже 200 футов, тем самым упрощает полёт на малой высоте. Однако, если самолёт поврежден, то это не спасает его от аварийного падения, и в этом случае он может разбиться. Имеется автоматический заход на посадку (глиссада)[26].
- Легкая посадка (англ. Easy Landings) — позиционируется разработчиками как опция для казуальной игры, когда требования к посадке существенно облегчены (самолёт разрушается при контакте с грунтом на вертикальной скорости свыше 800 fpm (~4 м/c[31]), для авианосцев 1600 fpm (~8 м/c)). Приземление может проводиться на взлётную полосу аэродрома или авианосец, иначе попытка посадки приведет к разрушению самолёта. Бортовая система автоматически контролирует высоту 200 футов и имеется автоматический заход на посадку (глиссада)[26].
- Реальная посадка (англ. Realistic Landings) — подразумевается, что для её выбора необходимо иметь хорошую практику пилотирования (самолёт разрушается при контакте с грунтом на вертикальной скорости свыше 400 fpm (~2 м/c[31]), для авианосцев 800 fpm (~4 м/с))[26]. Автоматического захода на посадку (глиссады) не имеется[19].

## Интерфейс
В игре интерфейс является насыщенным и для новичков сложным. Управление задействует практически всю клавиатуру и при этом имеет множество элементов индикации. В руководстве по игре отдельно информируется, что играть можно вдвоем, когда один из игроков использует джойстик, выполняя тактические задачи (манёвры, воздушный бой и т. д.), а второй игрок использует клавиатуру и следует намеченной стратегии.
На лобовом стекле отображается большое количество информации посредством индикации, в которую входят:
- физические характеристики (скорость самолёта в узлах, высота самолёта над уровнем моря в футах и т. д.);
- пространственные характеристики (направления носа самолёта и вектора полёта, информация глиссады и т. п.);
- вспомогательная информация при бомбометании (факт открытия бомболюка, траектория и точка падения, рекомендуемый курс для захода на цель и т. д.)[19];
- используемое оружие и режимы работы оборудования (режим работы радара, положение закрылок и т. д.).
- вспомогательная информация применяемого оружия (конус захвата ракеты, индикация досягаемости выбранной цели, выход на максимальную точность и т. д.)[19].
- сообщения о происходящих событиях от бортовой системы (по самолёту произошёл пуск ракеты такого-то типа, радар идентифицировал F-19 и т. д.).

На приборной панели имеются следующие элементы:
- навигационный экран, позволяющий отображать либо карту (географически) либо радарную сетку (только воздушные и наземные объекты) с возможностью масштабирования;
- информационный экран, где можно видеть изображение цели и информацию по ней, состояние подсистем F-19, работу автопилота и др.
- индикаторы сигналов радаров противника и состояние текущей степени заметности самолёта;
- множество индикаторов состояния самолёта (выпуск шасси, индикация приближающихся ракет, шкала тяги, панель повреждений и др.).

Автопилот направляет самолёт согласно заданным точкам маршрута и автоматически переходит к следующей в момент достижения текущей. При этом автопилот при необходимости поднимает самолёт до высоты 500 футов, но при этом не контролирует горы и возвышенности.
В игре имеется возможность видеть происходящее с разных точек и под разными ракурсами (полёт F-19 со стороны, вид во все стороны, вид с пущенной ракеты, вид с захваченной цели и т. д.).
При необходимости игрок может ускорять время для сокращения полёта без активных действий, а также ставить игру на паузу.
Сид Мейер отмечает, что в F-19 они впервые «изобрели» камеру слежения (англ. tracking camera), когда игрок мог не только видеть лобовое стекло и приборы, но и самостоятельно переключаться между различными точками обзоров: видеть как летить ракета, наблюдать со стороны цели, смотреть как управляемый им самолёт взлетает и др. По описанию геймдизайнера, это дало новое ощущение симулятора.

## Реальные вооружение и техника игре
Подробное описание реального вооружения и техники присутствует в поставляемых с игрой буклетах, а в самой игре заметить это разнообразие и достоверность сложно. В связи с этим например в русскоязычных описаниях отсутствует информация о советских комплексах и вооружении, так как игра использовалось без буклетов.

### Вооружение и техника НАТО
Вооружение F-19:
- M61 Vulcan — 20-мм скорострельная шестиствольная авиационная пушка.
- AIM-9 Sidewinder, AIM-120 AMRAAM — ракеты класса «воздух-воздух».
- AGM-88 HARM — противорадарная ракета.
- AGM-119 Penguin, AGM-84 Harpoon — противокорабельные ракеты.
- AGM-65 Maverick — ракета класса «воздух-земля».
- GBU-12 Paveway II, Mk 20 Rockeye II, CBU-72 FAE — бомбы с лазерным наведением.
- BLU-107 Durandal Bomb, MK-20 Rockeye, MK-82-1 Snakeye — медленнопадающие бомбы.
- MK-82-0 Slick, Mk 122 Fireye — свободнопадающие бомбы.
- MK-35 — авиационная торпеда.
- ISCB-1 Minelets — кассетная мина (медленнопадающая бомба).
- 135mm Camera — камера для аэрофотосъёмки в визуальном и инфракрасном спектре.
- Подвесной топливный бак.

Вооружение противника в Персидском заливе:
- AIM-7 Sparrow, AIM-54 Phoenix — ракеты класса «воздух-воздух».

ЗРК, применяемые противником в Персидском заливе:
- MIM-23 Hawk — американский войсковой ЗРК средней дальности.
- Рапира — британская ракетная система класса «земля-воздух».
- FIM-43 Redeye, FIM-92 Stinger — американские переносные ЗРК.
- Tigercat, Seacat — английский ЗРК ближнего радиуса действия.

Самолёты:
- F-4E Phantom, F-5 Tiger, F-14 Tomcat, F-15C Eagle, F-16C Falcon, F/A-18 Hornet, Боинг-767.

Авианосцы:
- USS America (Ливия).
- USS Kennedy (Нордкап).
- USS Nimitz (Персидский залив).

Вертолёты:
- OV-22 Osprey — этот вертолёт подбирает пилота в случае его катапультирования над морем или дружественной территорией.

### Советское вооружение и техника
Вооружение советских самолётов:
- ГШ-23 — двуствольная авиационная пушка.
- К-13, Р-40, Р-23, Р-60, Р-27, Р-33 — ракеты класса «воздух-воздух».

ЗРК:
- C-75, С-200, С-300, С-300В, Круг, Куб, Оса, Бук, Стрела-10 — подвижные ЗРК.
- Оса-М, С-300Ф, Морская версия ЗРК Бук — корабельные ЗРК.
- Стрела-1, Стрела-2, Стрела-3, Игла — переносные ЗРК.

Самолёты:
- МиГ-23, МиГ-25, МиГ-29, МиГ-31, Су-27, Як-38, Ил-76, Ан-72, Ту-95.

Корабли:
- Малые ракетные корабли проекта 1234 — все корабли в Ливии отнсятся к этому классу.
- Сторожевые корабли проекта 1135 — встречаются в регионе Нордкап.

Подводные лодки:
- Проект 941 «Акула» — целевые объекты миссий в Нордкапе.

### Другие страны
Ракетные комплексы:
- HY-2 — китайская противокорабельная ракета — данные ЗРК можно видеть в качестве целей в миссиях Персидского залива.

Корабли:
- Фрегаты типа «Алванд» — иранские патрульные фрегаты (миссии в Персидском заливе).

## Оценки

### Принятие
| Иноязычные издания | Иноязычные издания | Иноязычные издания | Иноязычные издания |
| Издание            | Оценка             | Оценка             | Оценка             |
| Издание            | Amiga              | Atari ST           | DOS                |
| ------------------ | ------------------ | ------------------ | ------------------ |
| ACE                |                    | 935                |                    |
| CVG                |                    | 89 %               | 89 %               |
| The Games Machine  |                    |                    | 95 %               |
| Zzap!64            | 90 %               |                    |                    |
| The One            |                    |                    | 91 %               |
| ST Format          |                    | 96 %               |                    |
| The One            |                    | 95 %               |                    |
| Zero               | 94 %               |                    |                    |
| CU Amiga           | 94 %               |                    |                    |
| Amiga Format       | 91 %               |                    |                    |

В 1989 году от журнала Computer Gaming World F-19 Stealth Fighter получила очень положительный отзыв, который приветствовал уровень реализма в игре и проработанность документации. При этом журнал констатировал, что для того, чтобы стать мастером в игре, нужно проделать много домашней работы по чтению документации, в которой подробно изложены уроки аэродинамики, принципы полёта, посадки, тактики воздушного боя, бомбометания, принципы работы радаров и стелс-технологии. Также журнал отметил, что игра должна быть приобретена всем тем, кто любит военные игры.
Многие рецензии отмечали высокое качество графики и детализации, а в статье The Games Machine было отмечено, что графика относительно внимания к деталям является лучшей среди всех существующих авиасмуляторов.
В 1992 году опрос в журнале военных игр дал игре три звезды из пяти. Compute! благожелательно отозвался в обзоре DOS версии относительно графики и реализма. После выпуска по рейтингу Computer Gaming World игра более года уверенно держала первую строчку среди симуляторов. Аналогичные позиции были у игры в других журналах, например Computer and Video Games.
Выход игры на других платформах, случившийся позже, получил хорошие отзывы. Например, в журнале ST Format был отмечен высокий уровень графики и глубину геймплея, которые намного превосходили аналогичные симуляторы того времени (Falcon, Fighter Bomber) и выставил оценку 96 %. Журнал Zzap! отметил разнообразие и генерацию миссий, свободу выбора, атмосферу игры и детальную документацию. Графика к времени портирования на другие платформы уже начинала отставать, и слабым звеном по оценке журнала стал звук (Zzap! выставил 90 %). Критик журнала Atari User отметил великолепную графику и анимацию, приемлемое звуковое оформление, реалистичную симуляцию, глубокий геймплей и тот вызов, который формирует игра.
Статьи об игре выходили не только в игровой прессе, но и в популярных журналах, таких как Time magazine и Popular Mechanics.

### Награды и признание
- Журнал Computer Gaming World признал F-19 Stealth Fighter симулятором 1989 года, описав её как «идеальное слияние игры и современных технологий», отметив при этом высокий уровень графики в сочетании с геймплеем, а также солидную документацию[48].
- Software Publishing Association дал игре свою награду Excellence in Software Award за лучшую симуляцию года[8][12][49][50].
- Порт игры в июне 1991 году выиграл Golden Joystick Awards в категории лучшей симуляции 16 бит[51].
- Журналы Amiga Joker[нем.] и ST Format признали игру лучшей симуляцией 1990 года[36][52].
- Игра F-19 Stealth Fighter является единственной, которую в 1989 году Smithsonian National Air and Space Museum выбрал для выставки «Flight Enters the Computer Age»[2][8][12].
- В 1990 году игра получила шестое место по голосам читателей Computer Gaming World на тему «Фавориты всех времен»[53].
- F-19 Stealth Fighter вошёл 29-м в список лучших игр Amiga от Amiga Power[англ.] в 1991 году[54].
- В январе 1993 года журнал ST Format выбрал игру 9-й в своем топ-50 листе[55].
- В рейтинге всех времен от Computer Gaming World в 1996 году игра стала 52-й[56].